# Xenophyllum
Xenophyllum es un género de plantas fanerógamas perteneciente a la familia de las asteráceas. Comprende 21 especies descritas y aceptadas.
Los nombres poposa o pupusa se refieren a las especies medicinales de este género (X. ciliolatum, X. incisum), proviene de pupu, 'ombligo' en quechua, probablemente aludiendo a su uso terapéutico durante el parto. También se conocen como yaretilla.

## Taxonomía
El género fue descrito por Victoria Ann Funk y publicado en Novon 7(3): 235. 1997. La especie tipo es: Xenophyllum dactylophyllum (Sch.Bip.) V.A.Funk.

## Especies aceptadas
A continuación se brinda un listado de las especies del género Xenophyllum aceptadas hasta agosto de 2012, ordenadas alfabéticamente. Para cada una se indica el nombre binomial seguido del autor, abreviado según las convenciones y usos.
- Xenophyllum acerosum (Cuatrec.) V.A.Funk
- Xenophyllum amblydactylum (S.F.Blake) V.A.Funk
- Xenophyllum ciliolatum (A.Gray) V.A.Funk
- Xenophyllum crassum (S.F.Blake) V.A.Funk
- Xenophyllum dactylophyllum (Sch.Bip.) V.A.Funk
- Xenophyllum decorum (S.F.Blake) V.A.Funk
- Xenophyllum digitatum (Wedd.) V.A.Funk
- Xenophyllum esquilachense (Cuatrec.) V.A.Funk
- Xenophyllum fontii (Cuatrec.) V.A.Funk
- Xenophyllum humile (Kunth) V.A.Funk
- Xenophyllum incisum (Phil.) V.A.Funk
- Xenophyllum lycopodioides (S.F.Blake) V.A.Funk
- Xenophyllum marcidum (S.F.Blake) V.A.Funk
- Xenophyllum poposum (Phil.) V.A.Funk
- Xenophyllum pseudodigitatum (Rockh.) V.A.Funk
- Xenophyllum rigidum (Kunth) V.A.Funk
- Xenophyllum rosenii (R.E.Fr.) V.A.Funk
- Xenophyllum roseum (Hieron.) V.A.Funk
- Xenophyllum sotarense (Hieron.) V.A.Funk
- Xenophyllum staffordiae (Sandwith) V.A.Funk
- Xenophyllum weddellii (Phil.) V.A.Funk